# 38

## Úmrtí
- Artabanos II.
- Julia Drusilla, sestra římského císaře Caliguly (* 16)
- Quintus Naevius Sutorius Macro, prefekt pretoriánské gardy za císařů Tiberia a Caliguly (* 21 př. n. l.)

## Hlava státu
- Papež – Petr (cca 30 – 64/65/66/67)
- Římská říše – Caligula (37–41)
- Parthská říše – Artabanos II. (10/11–38) » Vardanés? (38/39–45)
- Kušánská říše – Kudžúla Kadphises (30–90)
- Čína, dynastie Chan (206 př. n. l. – 220 n. l.) – Kuang Wu-ti (25–57)